# Дарт Нігілюс
Дарт Н́ігілюс (англ. Darth Nihilus) — вигаданий персонаж з всесвіту Зоряних воєн, відомий своїми вміннями у володінні світловим мечем. У фехтуванні він сильніший навіть за Йоду. Один з головних антигероїв гри Star Wars: Knights of the Old Republic II — The Sith Lords. Дата народження: 3845 ДБЯ.

## Історія
Темний Лорд ситхів, очолював їх в період після Громадянської війни джедаїв. Учень Дарта Трея, він — один з небагатьох уцілілих в Битві за Малакор V, і один з трьох членів Тріумвірату ситхів. Дарт Нігілюс разом з Дартом Сіоном вигнали Трею з Тріумвірату. Після цього Нігілюс очолив чистку, направлену проти лицарів-джедаїв, тим самим знищивши майже весь їх Орден. Знайшовши на спустошеній ним планеті Катарр Візас Марр, Дарт Нігілюс взяв її в учениці. 3,951 ДБЯ темний владика був убитий джедаєм-вигнанцем під час битви за Телос IV.
Дарт Нігілюс був наймогутнішим адептом сили за всю історію і майстром однієї з секретних технік темної сторони Сили. Вона дозволяла йому висмоктувати життєву силу з живих істот. Однак платою за подібну міць став голод, який ставав сильнішим з кожним поглиненим ним життям. Дарт Нігілюс був змушений мандрувати від планети до планети, спустошуючи їх. Найбільшу цінність для нього представляли істоти, чутливі до Сили. Ймовірно, постійний голод повільно зводив його з розуму і вселяв у нього відчуття власної непереможності і безсмертя.

## Поява
- «Unseen, Unheard» — Star Wars Tales 24
- Star Wars: Knights of the Old Republic II: The Sith Lords (перша поява)
- The Old Republic: Revan (непряме згадування)
- Star Wars: The Old Republic (згадування)
- Darth Bane: Rule of Two (непряме згадування)
- Darth Plagueis (згадування)
- Star Wars Galactic Spy
- Wizards of the Coast «The Mask of Darth Nihilus» — The Unknown Regions (згадування)
- Star Wars: Legacy 5: Broken, Part 4 (поява у голокроні)